# Портсалон
Портсалон (англ. Portsalon; ирл. Port an tSalainn) — деревня в Ирландии, находится в графстве Донегол (провинция Ольстер) на берегу Лох-Суилли.